# Koruna (heraldika)

Koruna ve znaku Belgie

Koruna je v heraldice obecná figura, která se může nacházet nejenom ve štítu nebo v klenotu, ale i jako helmovní koruna na přilbě, případně jako honosný kus. Vzhled a typ koruny se uvádí při blazonování. Užití daného druhu je závislé na nositeli znaku. Koruna proto může sloužit i jako rozlišení v rámci šlechtického stavu.

## Umístění
Koruna může být umístěna volně v poli štítu, nebo být spojena s jinou figurou, spočívat na lidské postavě nebo zvířeti, na kříži nebo na sloupu. Může být zavěšena i na krku zvířete, např. u labutě.
Mnohé znaky mají korunu posazenou na štítu nebo vznášející se nad štítem jako honosný kus. Toto užití je časté u státních znaků nebo erbů vysoké šlechty. V takovém případě je třeba rozlišovat konkrétní podobu koruny. V případě měst bývá často koruna zděná, tzv. hradební.
Často je koruna posazena na helmu.
Zvláštní formu koruny představuje tiára, která našla uplatnění ve znacích papežů.

## Typy korun v heraldice
| Svatá říše římská | Svatá říše římská          | Svatá říše římská     | Svatá říše římská         | Svatá říše římská         | Svatá říše římská       | Svatá říše římská            | Svatá říše římská | Svatá říše římská | Svatá říše římská |
| ----------------- | -------------------------- | --------------------- | ------------------------- | ------------------------- | ----------------------- | ---------------------------- | ----------------- | ----------------- | ----------------- |
|                   |                            |                       |                           |                           |                         |                              |                   |                   |                   |
| Císařská koruna   | Císařská koruna (skutečná) | Svatováclavská koruna | kurfiřt-vévoda (nový typ) | kurfiřt (starší typ)      | kurfiřt (nejstarší typ) | arcivévoda                   | vévoda            | vévoda            | kníže             |
|                   |                            |                       |                           |                           |                         |                              |                   |                   |                   |
| kníže             | lankrabě                   | hrabě (starší typ)    | hrabě (nový typ)          | svobodný pán (starší typ) | svobodný pán (nový typ) | šlechtická a helmovní koruna | šlechtická koruna |                   |                   |

| Rakouské císařství          | Rakouské císařství | Rakouské císařství       | Rakouské císařství     | Rakouské císařství | Rakouské císařství  | Rakouské císařství | Rakouské císařství |
| --------------------------- | ------------------ | ------------------------ | ---------------------- | ------------------ | ------------------- | ------------------ | ------------------ |
|                             |                    |                          |                        |                    |                     |                    |                    |
| císařská koruna (1804–1806) | císařská koruna    | Uherská královská koruna | Česká královská koruna | královská koruna   | arcivévodská koruna | velkovévoda        | hrabě              |

| Německé císařství | Německé císařství | Německé císařství | Německé císařství | Německé císařství |
| ----------------- | ----------------- | ----------------- | ----------------- | ----------------- |
|                   |                   |                   |                   |                   |
| císař             | císařovna         | korunní princ     | Pruská koruna     | Bavorská koruna   |

| Belgické království | Belgické království | Belgické království | Belgické království | Belgické království | Belgické království |
| ------------------- | ------------------- | ------------------- | ------------------- | ------------------- | ------------------- |
|                     |                     |                     |                     |                     |                     |
| král                | kníže (princ)       | kníže               | vévoda              | markýz              | hrabě               |
|                     |                     |                     |                     |                     |                     |
| hrabě               | hrabě               | vicehrabě           | baron               | baron               | rytíř               |

| Dánské království | Dánské království | Dánské království | Dánské království | Dánské království | Dánské království | Dánské království | Dánské království |
| ----------------- | ----------------- | ----------------- | ----------------- | ----------------- | ----------------- | ----------------- | ----------------- |
|                   |                   |                   |                   |                   |                   |                   |                   |
| král              | korunní princ     | princ             | vévoda            | markýz            | hrabě             | svobodný pán      | šlechtická koruna |

| Francouzské království | Francouzské království  | Francouzské království        | Francouzské království | Francouzské království | Francouzské království | Francouzské království | Francouzské království |
| ---------------------- | ----------------------- | ----------------------------- | ---------------------- | ---------------------- | ---------------------- | ---------------------- | ---------------------- |
|                        |                         |                               |                        |                        |                        |                        |                        |
| král                   | Dauphin (korunní princ) | Enfant de France (děti krále) | Princ královské krve   | vévoda a pair          | vévoda                 | markýz a pair          | markýz                 |
|                        |                         |                               |                        |                        |                        |                        |                        |
| hrabě a pair           | hrabě                   | hrabě (starší typ)            | vikomt                 | vidam                  | baron                  | rytíř-korouhevník      | rytíř                  |

| Francouzské císařství | Francouzské císařství | Francouzské císařství | Francouzské císařství | Francouzské císařství | Francouzské císařství | Francouzské císařství | Francouzské císařství |
| --------------------- | --------------------- | --------------------- | --------------------- | --------------------- | --------------------- | --------------------- | --------------------- |
|                       |                       |                       |                       |                       |                       |                       |                       |
| císař                 | bonnet d'honneur      | kníže (suverén)       | kníže (princ)         | vévoda                | hrabě                 | baron                 | rytíř                 |

| Italské království | Italské království | Italské království | Italské království | Italské království | Italské království | Italské království |
| ------------------ | ------------------ | ------------------ | ------------------ | ------------------ | ------------------ | ------------------ |
|                    |                    |                    |                    |                    |                    |                    |
| král               | korunní princ      | princ              | vévoda             | markýz             | hrabě              | vicehrabě          |
|                    |                    |                    |                    |                    |                    |                    |
| baron              | šlechtická koruna  | dědičný rytíř      | patricij           | provincie          | město              | obec               |

| Italské státy   | Italské státy                     | Italské státy    | Italské státy        | Italské státy     |
| --------------- | --------------------------------- | ---------------- | -------------------- | ----------------- |
|                 |                                   |                  |                      |                   |
| tiára (Vatikán) | železná koruna (Lombardie/Itálie) | koruna Toskánska | dóžecí čapka Benátek | koruna San Marina |

| Nizozemské království | Nizozemské království | Nizozemské království | Nizozemské království | Nizozemské království | Nizozemské království | Nizozemské království | Nizozemské království | Nizozemské království |
| --------------------- | --------------------- | --------------------- | --------------------- | --------------------- | --------------------- | --------------------- | --------------------- | --------------------- |
|                       |                       |                       |                       |                       |                       |                       |                       |                       |
| král                  | kníže (princ)         | vévoda                | markýz                | hrabě                 | purkrabí              | baron                 | rytíř                 | šlechtická koruna     |

| Norské království | Norské království | Norské království | Norské království | Norské království | Norské království | Norské království | Norské království |
| ----------------- | ----------------- | ----------------- | ----------------- | ----------------- | ----------------- | ----------------- | ----------------- |
|                   |                   |                   |                   |                   |                   |                   |                   |
| král              | král (1905)       | korunní princ     | vévoda            | markýz            | hrabě             | svobodný pán      | šlechtická koruna |

| Portugalské království | Portugalské království | Portugalské království | Portugalské království | Portugalské království | Portugalské království | Portugalské království | Portugalské království |
| ---------------------- | ---------------------- | ---------------------- | ---------------------- | ---------------------- | ---------------------- | ---------------------- | ---------------------- |
|                        |                        |                        |                        |                        |                        |                        |                        |
| král                   | korunní princ          | princ                  | vévoda                 | markýz                 | hrabě                  | vicehrabě              | baron                  |

| Ruské impérium | Ruské impérium  | Ruské impérium             | Ruské impérium    | Ruské impérium | Ruské impérium     | Ruské impérium | Ruské impérium | Ruské impérium | Ruské impérium    |
| -------------- | --------------- | -------------------------- | ----------------- | -------------- | ------------------ | -------------- | -------------- | -------------- | ----------------- |
|                |                 |                            |                   |                |                    |                |                |                |                   |
| carská koruna  | "polská koruna" | finská velkoknížecí koruna | Monomachova čapka | Kazaňská čapka | Astrachaňská čapka | kníže          | hrabě          | baron          | šlechtická koruna |

| Spojené království | Spojené království  | Spojené království | Spojené království             | Spojené království | Spojené království       | Spojené království  |
| ------------------ | ------------------- | ------------------ | ------------------------------ | ------------------ | ------------------------ | ------------------- |
|                    |                     |                    |                                |                    |                          |                     |
| koruna sv. Eduarda | imperiální koruna   | koruna Skotska     | Princ z Walesu (korunní princ) | potomci krále      | potomci následníka trůnu | ostatní vnuci krále |
|                    |                     |                    |                                |                    |                          |                     |
| vévoda             | vévoda (starší typ) | markýz             | earl                           | vicehrabě          | baron                    |                     |

| Španělské království | Španělské království            | Španělské království | Španělské království | Španělské království | Španělské království | Španělské království |
| -------------------- | ------------------------------- | -------------------- | -------------------- | -------------------- | -------------------- | -------------------- |
|                      |                                 |                      |                      |                      |                      |                      |
| král                 | Kníže z Asturie (korunní princ) | infant               | grand                | vévoda               | markýz               | hrabě                |
|                      |                                 |                      |                      |                      |                      |                      |
| vicehrabě            | baron                           | señor                | caballero            | vévoda               | hrabě                | baron                |

| Švédské království | Švédské království | Švédské království | Švédské království | Švédské království | Švédské království |
| ------------------ | ------------------ | ------------------ | ------------------ | ------------------ | ------------------ |
|                    |                    |                    |                    |                    |                    |
| král               | korunní princ      | vévoda             | hrabě              | svobodný pán       | šlechtická koruna  |

| Další příklady využití korun v heraldice | Další příklady využití korun v heraldice | Další příklady využití korun v heraldice | Další příklady využití korun v heraldice | Další příklady využití korun v heraldice | Další příklady využití korun v heraldice | Další příklady využití korun v heraldice | Další příklady využití korun v heraldice | Další příklady využití korun v heraldice | Další příklady využití korun v heraldice | Další příklady využití korun v heraldice |
| ---------------------------------------- | ---------------------------------------- | ---------------------------------------- | ---------------------------------------- | ---------------------------------------- | ---------------------------------------- | ---------------------------------------- | ---------------------------------------- | ---------------------------------------- | ---------------------------------------- | ---------------------------------------- |
|                                          |                                          |                                          |                                          |                                          |                                          |                                          |                                          |                                          |                                          |                                          |
| Rumunská koruna                          | Sedmihradská koruna                      | Bulharská koruna                         | místokrál Egypta                         | perský šáh                               | thajský král                             | hrotová koruna                           | trnová koruna                            | hradební koruna                          | námořní koruna                           |                                          |